# Born-Habercyclus
De Born-Habercyclus is een analyse van de enthalpieveranderingen bij de vorming van zouten. De cyclus is genoemd naar en ontwikkeld door de Duitse natuurwetenschappers Max Born en Fritz Haber.
De Born-Habercyclus analyseert de enthalpieveranderingen bij de vorming van een zout door de reactie van een metaal (meestal een alkalimetaal of een aardalkalimetaal) met een niet-metaal. Born-Habercycli hebben als primaire doel roosterenthalpieën te berekenen omdat deze niet rechtstreeks te meten zijn.  
De roosterenthalpie wordt gewoonlijk gedefinieerd als de verandering van enthalpie die optreedt als een zout wordt gevormd uit vrije ionen, dus uit ionen in de gastoestand. Deze omzetting is altijd exotherm.
Een Born-Habercyclus berekent de roosterenthalpie door het vergelijken van de standaard vormingsenthalpie met de enthalpieveranderingen bij het produceren van ionen in de gastoestand uit de niet-ontleedbare stoffen. De Wet van Hess wordt hierbij toegepast.
Het omzetten van een niet-ontleedbare stof tot ionen in de gastoestand bestaat uit een aantal stappen. Hetzelfde geldt voor de berekening want elke stap gaat gepaard met een enthalpieverandering.  Als een niet-ontleedbare stof vast of vloeibaar is, moet de stof eerst in de gastoestand overgaan, (sublimatie respectievelijk verdamping). Moleculen worden gedissocieerd in atomen. Metaalatomen worden geïoniseerd en niet-metaalatomen binden elektronen.

## Voorbeeld: de vorming van lithiumfluoride

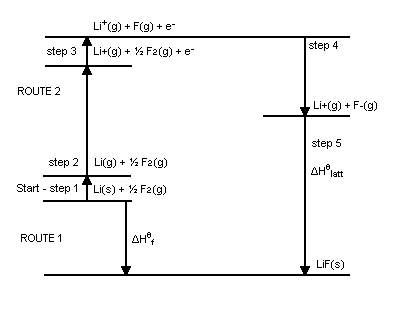
Born-Habercyclus voor de standaard enthalpieverandering bij de vorming van lithiumfluoride. ΔH_{latt} komt overeen met ΔH_{L} in the tekst.

De vormingsenthalpie ΔHf van lithiumfluoride, dat wil zeggen de enthalpieverandering bij de vorming van lithiumfluoride uit de niet-ontleedbare stoffen lithium en fluor, is in het diagram in vijf stappen opgebouwd:
1. Sublimatie-enthalpie[1]  ΔHsub van lithium
2. Ionisatie-enthalpie[2]  ΔHi van lithium, Li → Li+ + e−
3. Bindingsenthalpie[3][4] ΔH van fluor. De coëfficiënt ½ wordt gebruikt omdat de vormingsreactie van lithiumfluoride in de berekening als volgt wordt beschouwd: Li + ½ F2 → LiF.
4. Electron gain enthalpy[5] ΔHea (het tegengestelde van Electron Affinity maar gelijk aan de elektronenaffiniteit[6]) van fluor
5. Roosterenthalpie[7]  ΔHL

De som van de enthalpieveranderingen voor elke stap in het proces is gelijk aan de vormingsenthalpie van het overeenkomstige zout, ΔHf.
Hetzelfde soort berekening wordt toegepast bij elk ander metaal of elk ander niet-metaal.
In formule:
{\displaystyle \Delta {\text{H}}_{\text{f}}=\Delta {\text{H}}_{\text{sub}}+\Delta {\text{H}}_{\text{i}}-{\frac {1}{2}}\Delta {\text{H}}+\Delta {\text{H}}_{\text{ea}}+\Delta {\text{H}}_{\text{L}}}
De vormingsenthalpie en de eerste vier van de vijf enthalpieveranderingen kunnen experimenteel worden bepaald. Als deze waarden bekend zijn kan de roosterenthalpie worden berekend.